# Mijec
Mijec (àrab: ميجك, Mījak; amazic: ⵎⵉⵊⵉⴽ) és una vila i comuna rural de la província d'Oued Ed-Dahab, a la regió de Dakhla-Oued Ed-Dahab. Segons el cens de 2014 tenia una població total de 3.146 persones Es troba a l'est del mur marroquí, als territoris alliberats (controlats pel Front Polisario i administrats per la República Àrab Sahrauí Democràtica), 80 km al nord de la ciutat mauritana de Zouérat i 250 km. a l'est de Dakhla. Té un hospital, i es diu que obrirà una escola durant el curs acadèmic 2012-2013. Als camps de refugiats saharians de Tindouf, a Algèria, és una daira de la wilaya d'Auserd a la Sàhara Occidental. És cap de la tercera regió militar de la República Àrab Sahrauí Democràtica.

## Història
L'entorn ha estat l'escenari de diverses batalles entre les tribus sahrauís i l'exèrcit francès (batalla de Teniamun, a la fi de 1931; batalla de Miyec, a principis de 1932).

## Política
El 29 de maig de 2007 el Front Polisario va celebrar a Mijek el 34è aniversari de l'inici de la seva lluita armada. També va ser seu de la conferència anual de comunitats saharauis a l'estranger (diàspora sahrauí).
El 12 d'octubre de 2010 el poble va ser seu del 35è aniversari del "Dia de la Unitat Nacional", en commemoració de la Conferència d'Ain Ben Tili 1975, així com la conferència de la diàspora sahrauí.

## Agermanaments
| - Coslada, Madrid - Elorrio - Incisa in Val d'Arno, Florència, Toscana - Llanera, Astúries (des de 1996) - Marciana Marina, Livorno, Toscana - Mundaka - Ormaiztegi, Guipúscoa - Oion, Àlaba - Peligros, Granada, Andalusia - Poggibonsi, Siena, Toscana | - Ponte Buggianese, Pistoia, Toscana (des del 27 de gener de 1996) - Ugao-Miraballes, Biscaia - Vaiano, Prato, Toscana |